# Luka Paichadzé
Luka Paichadzé est un joueur d'échecs géorgien né le 6 mars 1991. Grand maître international depuis 2012, il a remporté deux fois le championnat de Géorgie (en 2017 et 2020).
Au 1er juillet 2021, il est le cinquième joueur géorgien avec un classement Elo de 2 564 points.

## Biographie et carrière
Paichadzé a représenté la Géorgie lors de l'Olympiade d'échecs de 2018, marquant 6,5 points au premier échiquier de l'équipe 2 de Géorgie (4 victoires et 5 nulles, et performance de 2 746 points), et du championnat d'Europe d'échecs des nations (dans l'équipe première) de 2015, 2017 et 2019.
Il remporte le championnat de Géorgie d'échecs en 2017 (tournoi toutes rondes avec dix joueurs) et 2020 (tournoi à élimination directe avec seize joueurs).